# Krzysztof Korwin
Krzysztof Korwin (ur. 1499 w Bihaciu, zm. 17 marca 1505) – węgierski książę, ostatni przedstawiciel dynastii Hunyady.
Ojcem Krzysztofa był Jan, nieślubny syn króla Węgier Macieja. Po śmierci ojca w 1504 roku małoletni Krzysztof został głową rodu Hunyady, ale zmarł wkrótce po ojcu, prawdopodobnie otruty. Pochowany razem z ojcem w klasztorze Lepoglava.